# Hermann-Billung-Gymnasium
Das Hermann-Billung-Gymnasium ist ein allgemeinbildendes, staatliches Gymnasium mit 1.050 Schülern (Stand August 2016) in Celle. 54 % der Schüler sind Jungen, 46 % Mädchen. Träger dieser Schule ist der Landkreis Celle.

## Geschichte
Das Hermann-Billung-Gymnasium ist nach dem sächsischen Herzog Hermann Billung benannt. Es ist ursprünglich ein Abkömmling der 1328 gegründeten Lateinschule (heute Gymnasium Ernestinum). 1869 wurde der „Realzweig“ des Ernestinums offiziell zur Höheren Bürgerschule ernannt, wurde räumlich aber erst 1877 getrennt. Fortan fand der Unterricht in einem neugotischen Bau am Nordwall statt. Die Unterrichtsschwerpunkte lagen nun vor allem im neusprachlichen und mathematisch-naturwissenschaftlichen Bereich und hieß bald Realgymnasium. Ende des 19. Jahrhunderts verzeichnete man jedoch einen massiven Rückgang an Schülerzahlen, vor allem in den oberen Klassen, so dass zeitweise die Oberstufe aufgelöst wurde. Mit Ende des Ersten Weltkrieges stiegen die Schülerzahlen wieder und knüpfte als Oberrealschule an die modernen Unterrichtsschwerpunkte an.

### Auswirkungen des Nationalsozialismus
Nach der Machtübernahme durch die NSDAP 1933 veränderte sich der Schulalltag zunehmend, neue Konzepte mussten erfüllt werden, Unterricht wurde zugunsten von Hitlerjugend-Aktionen gekürzt. Der Schuldirektor Ludwig Koehler wurde aufgrund von ideologischen Differenzen mit der Kreisleitung nach 19 Jahren Schulleitertätigkeit 1935 strafversetzt. Während der Kriegsjahre wurde der Schulbetrieb erheblich beeinträchtigt, die Schülerzahlen gingen zurück, Lehrer wurden zum Kriegsdienst einberufen und das Gebäude zeitweise als Lazarett genutzt. Im Sommerhalbjahr 1945 fand kein Schulbetrieb statt. 

### Nachkriegszeit

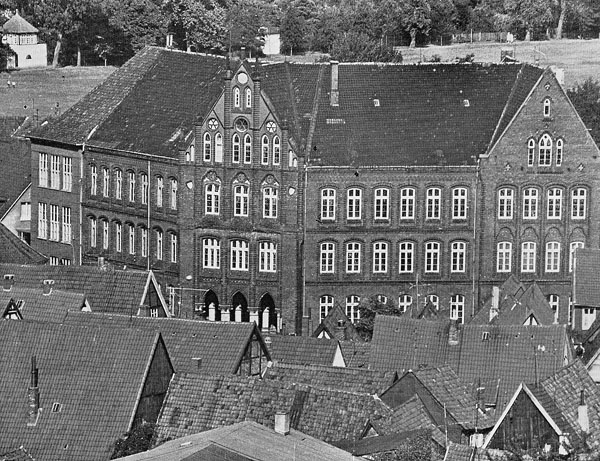
Der Unterricht im Hermann-Billung-Gymnasium fand bis 1971 in diesem Gebäude in der Innenstadt statt; im Hintergrund ist die Dammaschwiese zu sehen

Da Celle kaum unter Luftangriffen zu leiden hatte, konnte der Unterricht im Oktober 1945 im intakten Schulgebäude wiederaufgenommen werden. Die Schülerzahlen stiegen massiv bis auf ca. 700 im Jahr 1949 und 950 im Jahr 1955, es herrschte Raum- und Lehrermangel. Dennoch versuchte man sich der Zukunft zu widmen, die Schülermitverwaltung entstand, und das Hermann-Billung-Gymnasium entwickelte sich zu einer kulturell und sportlich sehr aktiven Schule.

### Zeiten der Reformen und des Umbruchs
Beim hundertjährigen Jubiläum 1969 konnte mit großer Erwartung auf die kommenden Jahre geschaut werden. Zum einen konnte man sich nach langer Zeit nun endlich darauf freuen, ein neues Schulgebäude zu bekommen, zum anderen trat eine Schulpolitik in Kraft, die das Schulwesen von Grund auf reformierte. 
Aufgrund massiver Platzprobleme und maroder Infrastruktur investierte der Schulträger insgesamt 12 Millionen DM in einen nach modernsten Gesichtspunkten eingerichteten Gebäudekomplex, welcher sich durch seinen funktionellen Charakter und seine zeitgemäße Ausstattung auszeichnet. Die Anlage liegt im Randbereich des Forstes Neustädter Holz. Teile des Pausengeländes erstrecken sich in dieses Waldgebiet, das hauptsächlich aus Nadelbäumen besteht, und werden durch eine große, teilbare Sporthalle mit Außenanlagen begrenzt. Nach einem gewaltigen Anstieg der Schülerzahlen auf über 1.300 in den Siebzigerjahren lag der Wert bis in die Neunzigerjahre durchschnittlich bei 800 Schülern.

## Aktuelle Schulentwicklung
Das Gebäude ist in einen Klassenraumtrakt und einen Fachraumtrakt aufgeteilt und bietet spezielle Räumlichkeiten für die Naturwissenschaften, Kunst, Musik und Informatik.
Die Schule verfügt außerdem über ein multimedial ausgestattetes Foyer mit Bühne, das zu Veranstaltungszwecken verschiedener Art genutzt wird. Seit Mai 2004 ist eine Mensa im Gebäude integriert worden. Im Jahr 2004 wurden acht mobile Unterrichtsräume auf dem Gelände bereitgestellt.
Nach der niedersächsischen Schulreform im selben Jahr stehen dem HBG auch Gebäude in Winsen zur Verfügung. Sowohl die Außenstelle in Winsen wie auch die mobilen Räume wurden bis 2012 durch einen mehrstöckigen Anbau am Hauptgebäude ersetzt. Der Anbau beinhaltet neben Klassenräumen auch eine neue Mensa und neue Physikräume. Aus Mitteln des Konjunkturpaketes erfolgten zudem umfangreiche Maßnahmen zur Wärmedämmung des Gebäudes. Außerdem wurden Teile des Schulhofes neu gestaltet.
Die regelmäßig erscheinende Schulzeitung „HBG-Mitteilungen“ informiert über Ereignisse und Entwicklungen an der Schule.

### Bilingualer Unterricht
Am 2. August 1993 wurde an dieser Schule erstmals im damaligen Regierungsbezirk Lüneburg mit 31 Schülern der bilinguale (Deutsch-Englisch) Unterricht im Fach Geschichte aufgenommen und wurde bis heute erfolgreich aufrechterhalten bzw. wird aktuell auch in anderen Fächern für einzelne Unterrichtseinheiten durchgeführt. Die Schüler können den bilingualen Unterricht von der 8. Klasse bis zum Abitur belegen.

### Naturwissenschaftlicher Zweig
Mit Beginn des Schuljahres 1999/2000 wurde ein Zweig mit dem besonderen Schwerpunkt in Mathematik und den Naturwissenschaften eingerichtet, der durch erhöhte Stundenzahl in den entsprechenden Fächern eine vertiefte Auseinandersetzung mit den Themen ermöglicht.

### Aktivitäten rund um die Schule
Die Schule bietet eine Vielzahl an außerschulischen Aktivitäten an. Sie reichen von zahlreichen Sportaktivitäten über Theatergruppen bis hin zu verschiedenen Chören, Orchester und Big Band. Jedes Jahr nehmen Schüler an Wettbewerben wie Jugend forscht oder Jugend trainiert für Olympia teil. Seit über zehn Jahren entsendet das Gymnasium eine Delegation zu THIMUN nach Den Haag. Zudem werden seit vielen Jahren ein Kinderheim in Peru sowie verschiedene Patenkinder in Kenia finanziell unterstützt.
Seit einiger Zeit betreibt das Hermann-Billung-Gymnasium im Rahmen des Spanischunterrichts eine Schulpartnerschaft mit der I.E.S. Pablo Gargallo in Saragossa. Im Rahmen des COMENIUS-Programms der Europäischen Union wurden beide Schulen für das gemeinsame Projekt „Kultur und Gesellschaft meines Gastgebers“ ausgewählt.

## Wissenswertes
Im Film Groupies bleiben nicht zum Frühstück wird erzählt, dass die fiktive Band „Berlin Mitte“ dort zur Schule ging.